# Ziegelstraße (Lübeck)
Die Ziegelstraße ist eine Straße in Lübeck.

Der Verlauf der Ziegelstraße (rot markiert)

## Lage und Verlauf
Die etwa 3,45 Kilometer lange Ziegelstraße zweigt rund 300 Meter nördlich vom Hauptbahnhof von der Fackenburger Allee ab und verläuft in generell südwestlicher Richtung, wobei sie 450 Meter nach ihrem Beginn zunächst durch einen als Ziegelteller bekannten Kreisverkehr führt, bis sie schließlich nahe der Trave kurz vor der Stadtgrenze in die Hamburger Straße (Bundesstraße 75) einmündet. Die nördliche Hälfte der Ziegelstraße befindet sich im Stadtteil Lübeck-St. Lorenz, die südliche im Stadtteil Buntekuh.

## Geschichte
Die Ziegelstraße geht zurück auf einen Fuß- und Karrenweg, der bereits seit dem Mittelalter bestand und von der heutigen Fackenburger Allee zum Gehöft Buntekuh führte. Der namenlose Weg zog sich durch eine nahezu ausschließlich landwirtschaftlich, ab dem 18. Jahrhundert auch durch Gärtnereien geprägte Umgebung. Im Bereich des heutigen Ziegeltellers existierten mehrere Ziegeleien, darunter die bis 1772 bestehende Ratsziegelei.
In den 1850er Jahren begann von der Fackenburger Allee ausgehend die Parzellierung der Grundstücke an der Straße und ihre Bebauung mit Wohnhäusern. 1869 wurde in Anlehnung an die alten Ziegeleien der bis heute geltende Name Ziegelstraße amtlich festgelegt; allerdings erhielt nur die Strecke bis kurz hinter Neuhof diese Bezeichnung, im weiteren Verlauf blieb der Weg noch fast ein Jahrhundert unbenannt. Die Verlängerung bis zum Gehöft Buntekuh und weiter zur Hamburger Straße wurde erst 1966 der Ziegelstraße zugeschlagen, nachdem für die Anbindung der im Entstehen begriffenen (und 1967 fertiggestellten) Bundesautobahn-Anschlussstelle Lübeck-Moisling 1965 der durchgehende Ausbau zu einer innerörtlichen Verbindungsstraße erfolgt war.

## Bedeutung und Charakter
Die Ziegelstraße ist eine wichtige Verkehrsader Lübecks, die zwei Stadtteile erschließt und für ein weiträumiges Einzugsgebiet die primäre Straßenachse bildet. Zudem ist sie für den innerörtlichen Durchgangsverkehr von erheblicher Bedeutung.
1938 entstand an der Ziegelstraße eine Siedlung aus über 166 Wohnungen. Dies waren größtenteils Volkswohnungen (á vier Wohnungen pro Haus), die von der Heimstätte Schleswig-Holstein auf Veranlassung der Stadt errichtet wurden. Baugleiche Häuser wurden während des Krieges auf der leeren Seite der Herrenwyker Werkstraße gegenüber der Flendersiedlung errichtet. Dort befindet sich auch das einzig verbliebene Haus jenes Ursprunges in Lübeck.

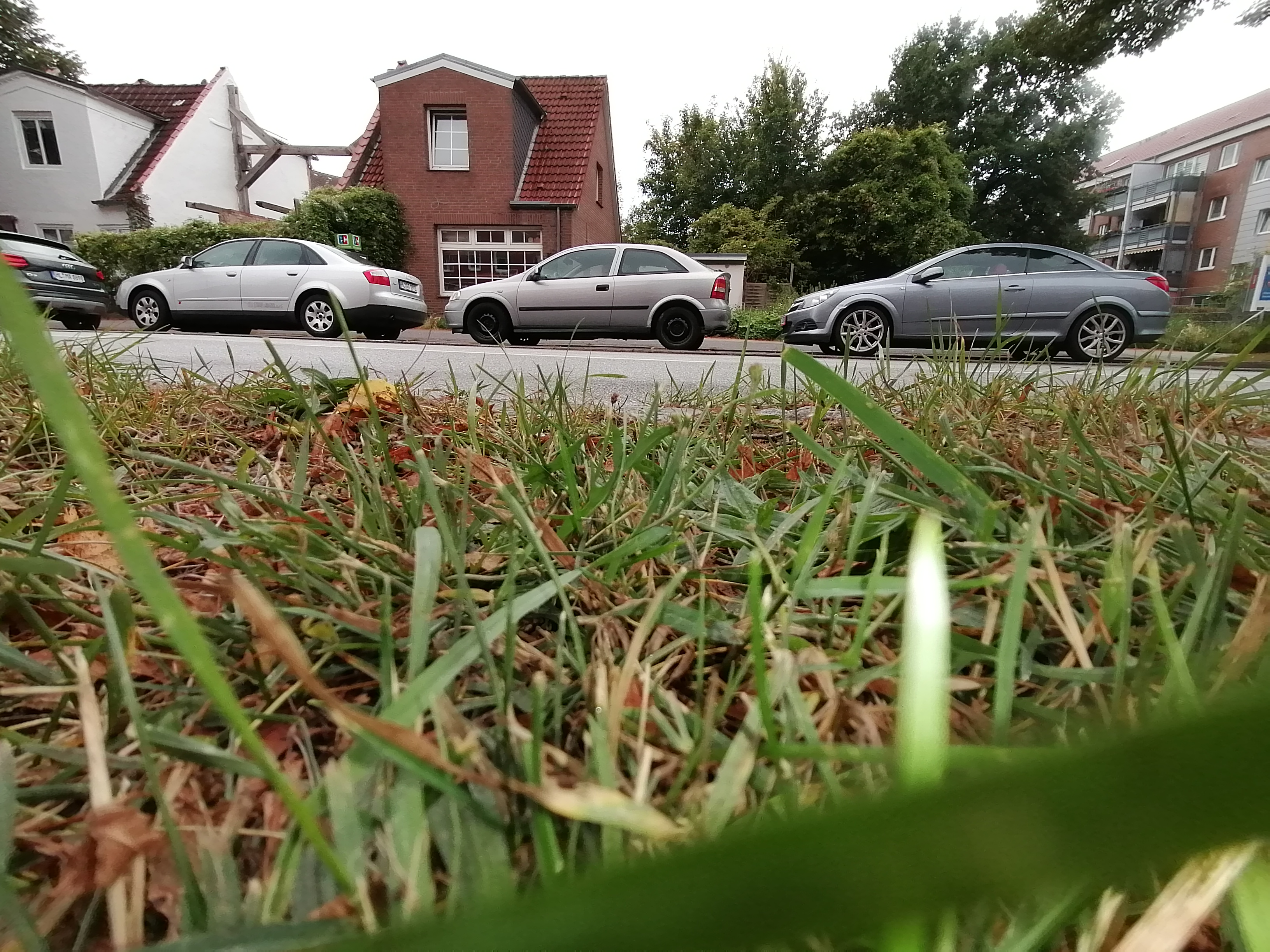
Einstiger Barackenlagerplatz 28a

1945 wurde auf dem Gelände der 28a ein Barackenlager für Kriegsflüchtlinge aus dem Osten, hauptsächlich Ostpreußen, errichtet. Es bestand aus 7 Baracken á durchschnittlich 18 Mietparteien. Das Lager bestand über zehn Jahre. Das nebenstehende Bild zeigt den einstigen Platz, wobei die Nr. 28a seit dessen Auflösung in der Straße nicht mehr existiert.
Das architektonische Bild der Ziegelstraße ist aufgrund ihrer Entwicklungsgeschichte und Länge sehr uneinheitlich. Generell überwiegen im nördlichen Teil größere Wohnblöcke der 1950er und 1960er Jahre, wobei auch einige kleine Wohnhäuser des 19. Jahrhunderts sowie zwischen Ziegelteller und Fackenburger Allee gründerzeitliche Mietshäuser zu finden sind. Nach Süden hin wird die Bebauung zunehmend von Reihenhäusern und Einfamilienhäusern der 1960er bis 1980er Jahre geprägt. Gewerbebauten verschiedener Art finden sich gleichfalls; kurz vor dem Südende dominiert der Komplex eines 1970 eröffneten Einkaufszentrums die Nordseite der Ziegelstraße. In der Ziegelstraße 152 befindet sich eins von drei Hallenbädern Lübecks, das Sportbad St. Lorenz (Sanierung seit 2022).

## Bauwerke
- Ziegelstraße 2a – 1941 errichteter ursprünglich der 1976 abgerissenen Kaserne an der Fackenburger Allee zugehörige ehemalige Luftschutzbunker
- Ziegelstraße 3 – Bei der Sanierung der einstigen 1904 im Jugendstil errichteten St.-Lorenz-Mühle 1976 blieb nur deren ungewöhnliche Fassade stehen. Hinter ihr richtete sich einer der Discounter, die sich in den 1970ern rasant ausbreiteten, ein.[3]
- Ziegelstraße 38 – Carl-Jacob-Burckhardt-Gymnasium, errichtet 1957
- Ziegelstraße 150 – Verwaltungsgebäude der Deutschen Rentenversicherung Nord, entworfen von Behnisch Architekten; erbaut 1997. Unter Denkmalschutz, Objektnr. 4006

Bilder
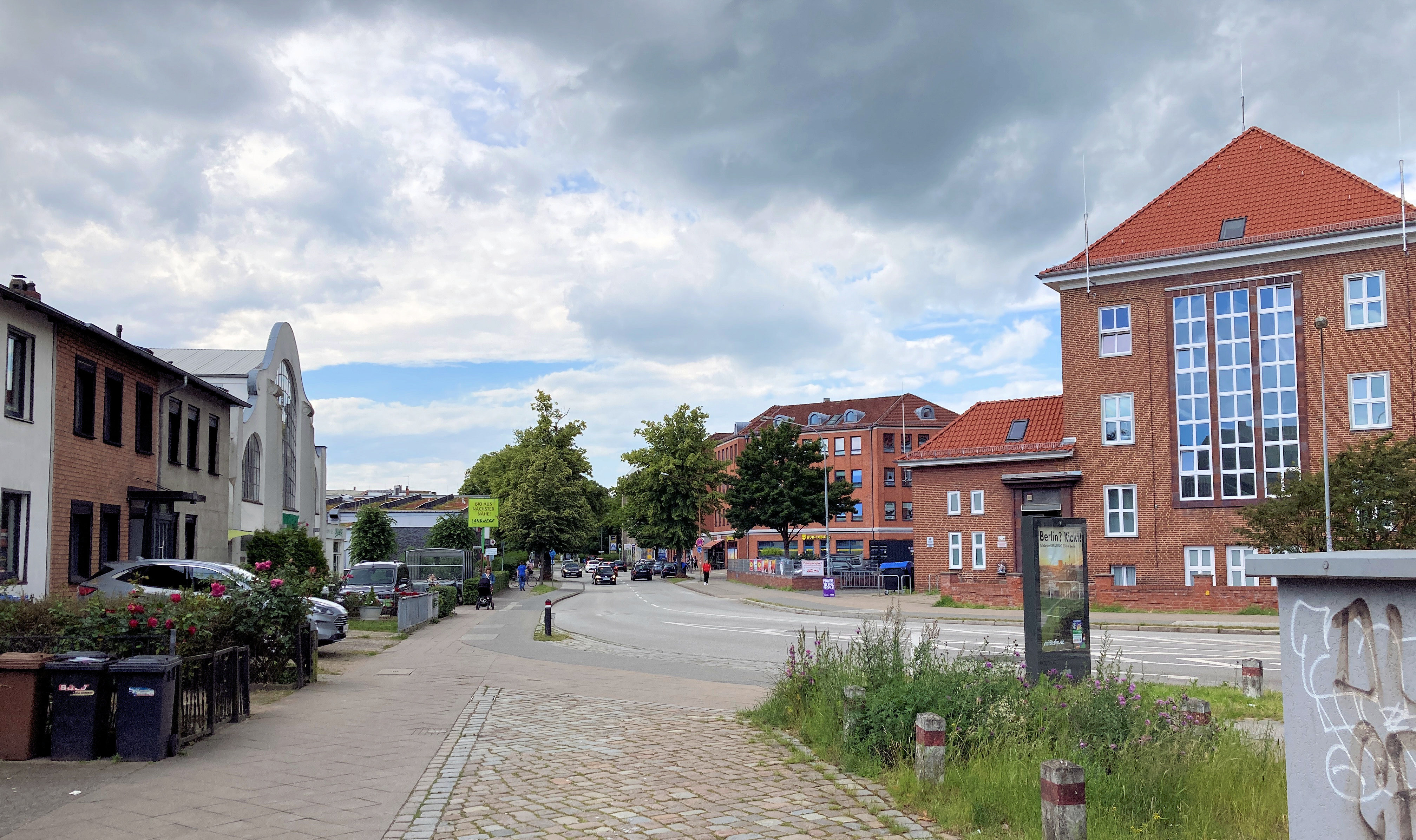
Der Betrachter steht auf dem einstigen Fahrbahnbeginn der Ziegelstraße an der Fackenburger Allee
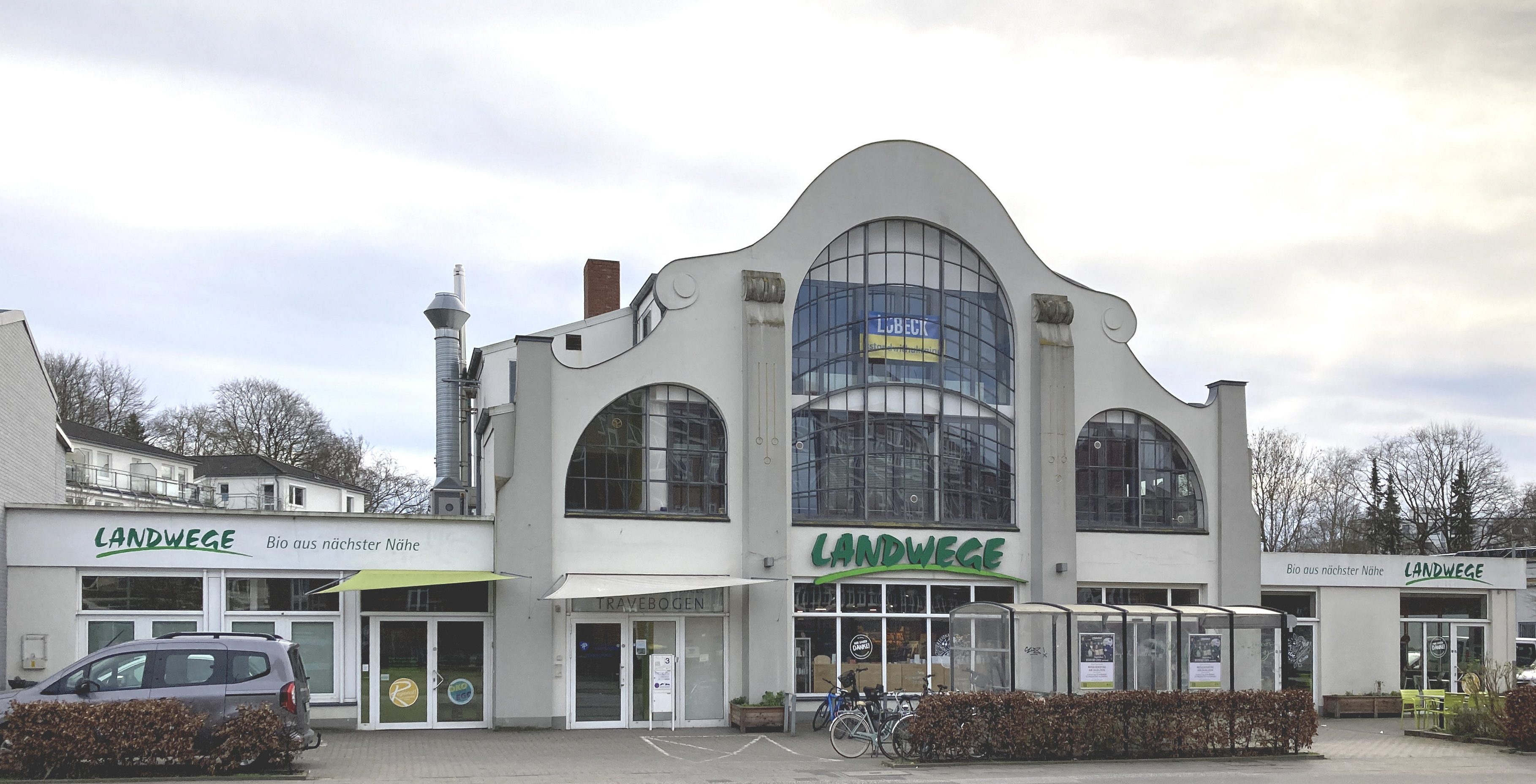
Ziegelstraße 3, Jugendstil-Industriebau-Fassade
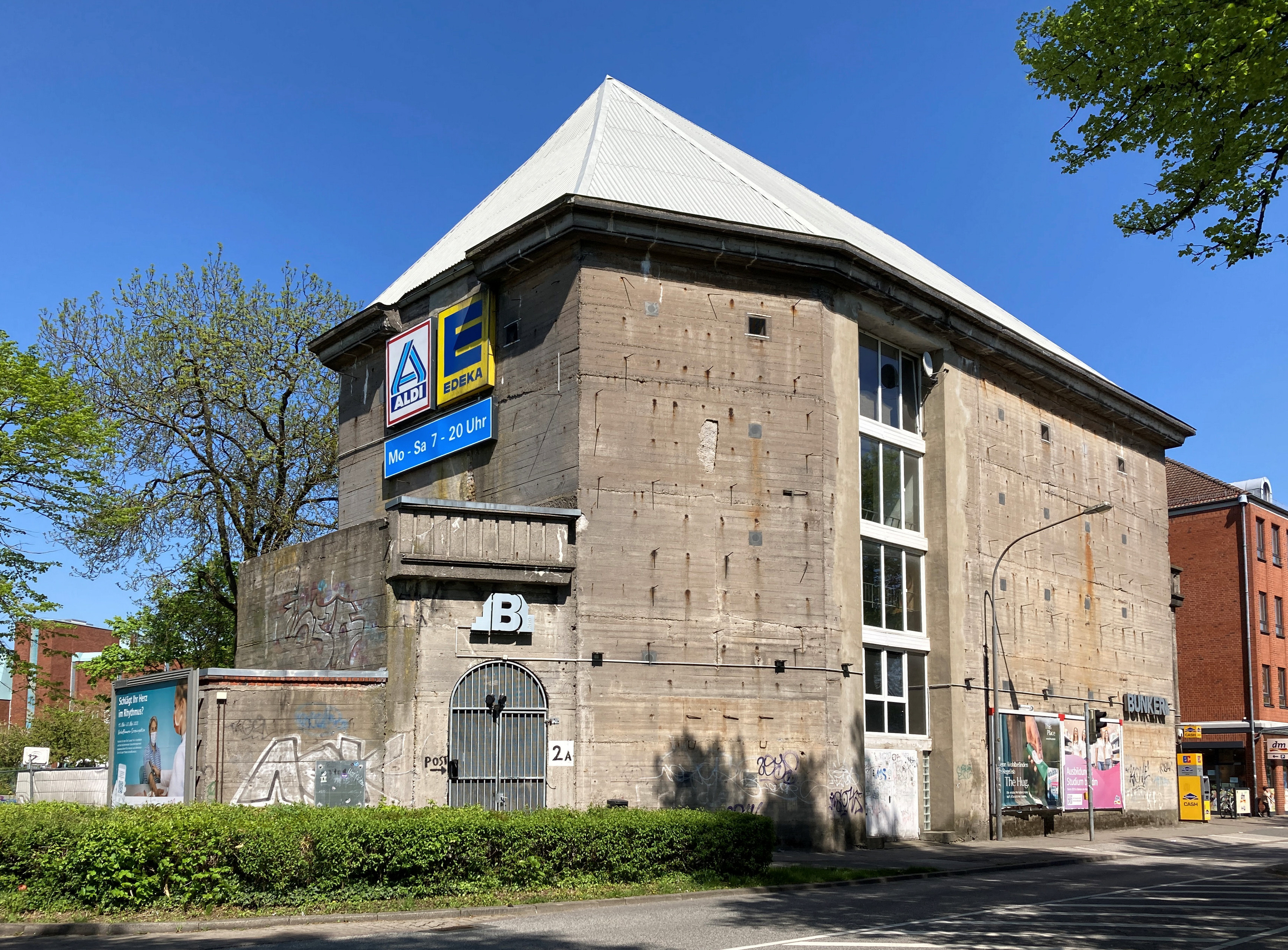
Ziegelstraße 2a, Hochbunker
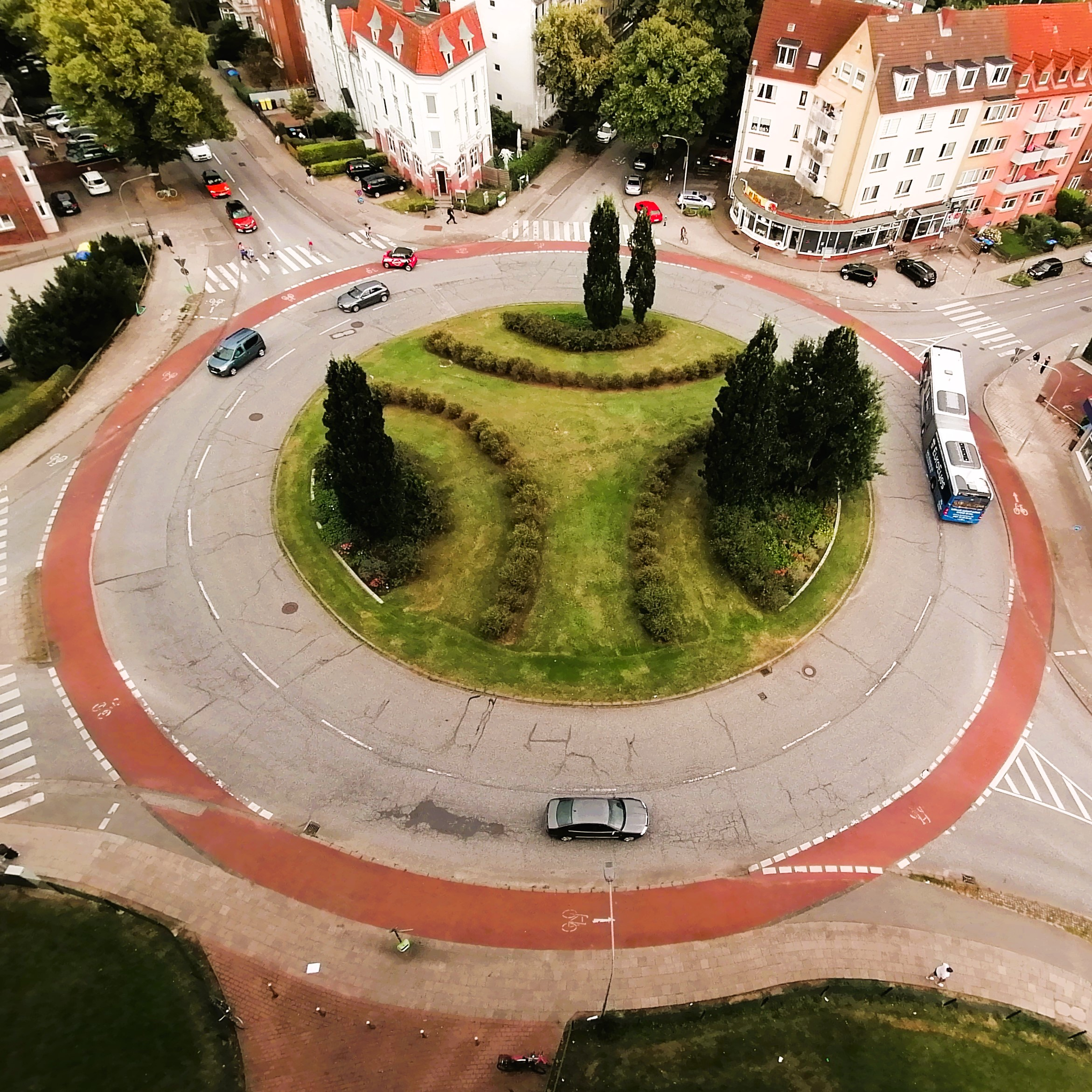
Kreisverkehr Ziegelteller
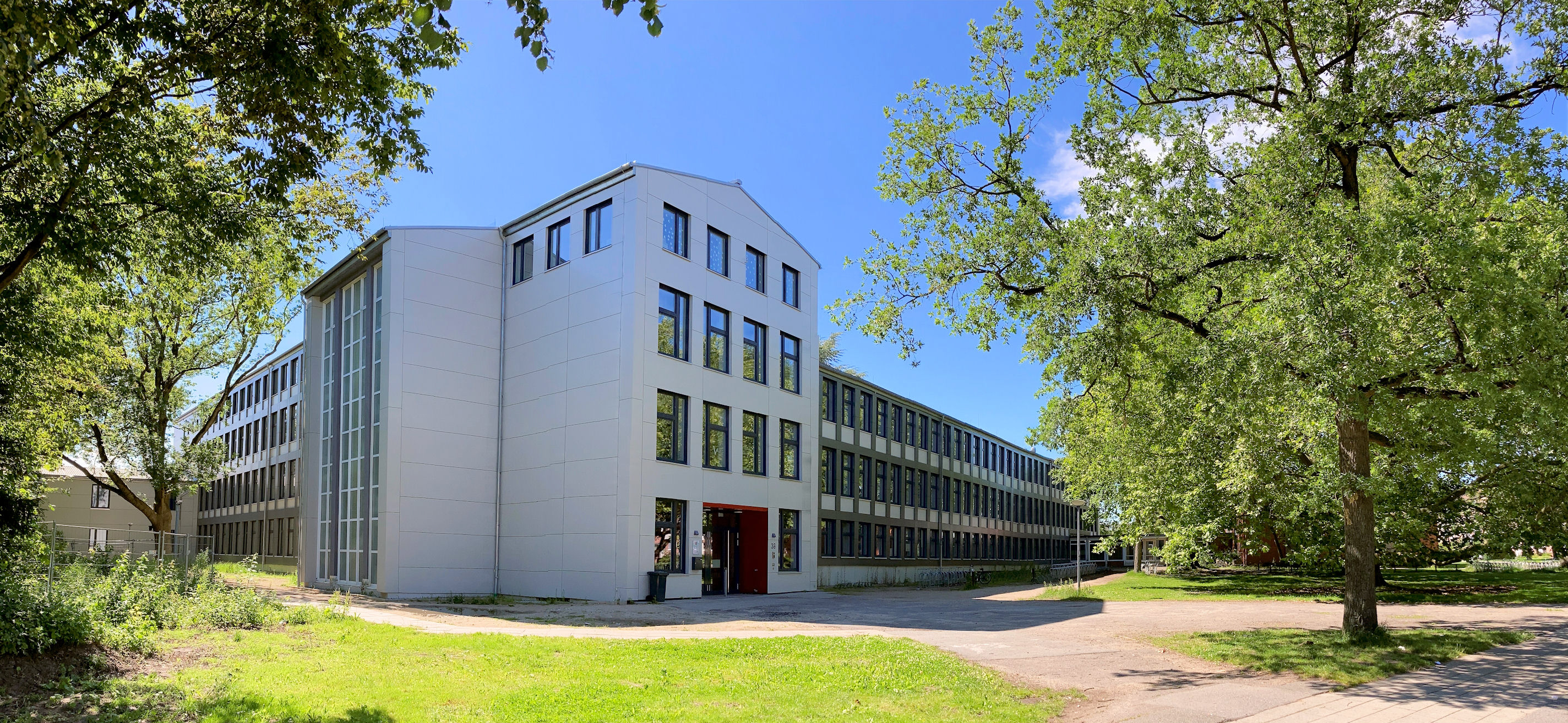
Ziegelstraße 38, Carl-Jacob-Burckhardt-Gymnasium
Ziegelstraße nahe dem Carl-Jacob-Burckhardt-Gymnasium
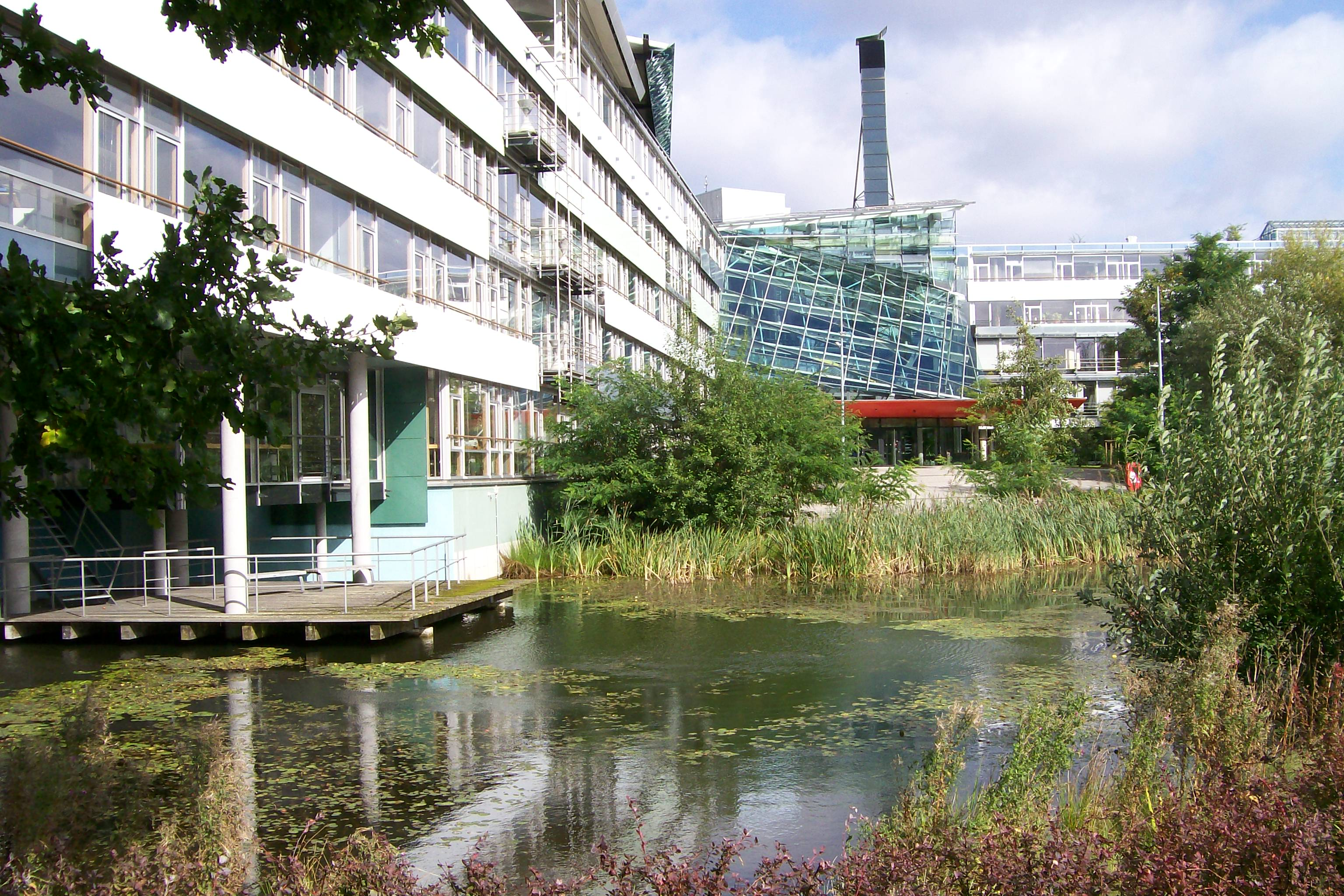
Ziegelstraße 150, Deutsche Rentenversicherung Nord
In der südlichen Hälfte der Ziegelstraße